# Dragutin Ristić
Dragutin Ristić (Pola, 5 agosto 1964) è un allenatore di calcio ed ex calciatore croato.

## Carriera

### Giocatore
Comincia la sua attività calcistica nel ruolo di attaccante, nelle file dell'Istria Pola nella stagione 1984-1985. Dopo aver militato per brevi periodi nel FK Obilić e nel Partizan, nel 1986 si trasferisce in Italia, prima ad Acri nel Campionato Interregionale e poi al Crotone in Serie C2.
La sua miglior stagione italiana la vive nel Matera in cui realizza 23 reti in 33 partite, vincendo il titolo di capocannoniere del suo girone nel Campionato Interregionale 1990-1991 e permettendo al club lucano di ritornare in Serie C2. Negli anni successivi milita, tra le altre, nel Benevento (dove è capocannoniere nel girone G del Campionato Nazionale Dilettanti 1992-1993 con 18 reti), nel Dundee F.C. e nel Dundee Utd nella Scottish Premier League, nel Falkirk F.C. con cui vince la Scottish First Division nel 1993-1994, nel Castrovillari in Serie C2, terminando la carriera nei campionati dilettantistici italiani con Campobasso, Brindisi e Ravenna.

### Allenatore
Nel 1999, a seguito dell'esonero dell'allenatore in carica del Rende che militava in Serie D, è stato nominato quale sostituto in qualità di allenatore-giocatore. Dopo questa breve esperienza ha successivamente sia giocato sia allenato il settore giovanile nel Suzzara Calcio e nella Virtus Pavullese.
Trasferitosi in Croazia ha proseguito la sua nuova carriera da allenatore a Veli Vrh (D), NK Istra 1961 (C1), Nova Vas (scuola calcio) ed in seguito nella NK Istra 1961.
Nella stagione 2010-2011 veste il ruolo di vice allenatore del Real Rimini, prima accanto a Maurizio Neri e poi come vice di Agostino Iacobelli. A fine stagione termina la collaborazione con la società romagnola.

## Palmarès

### Giocatore

#### Competizioni nazionali
- Trofeo Jacinto: 1

Matera: 1991
- Campionato Interregionale: 1

Matera: 1990-1991
- Scottish First Division: 1

Falkirk: 1993-1994
- Scottish Challenge Cup: 1

Falkirk: 1993-1994
- Campionato Nazionale Dilettanti: 1

Campobasso: 1999-2000

#### Competizioni regionali
- Eccellenza: 1

Ravenna: 2001-2002